# Divine Souls
Divine Souls var ett svenskt melodisk death metal-band från Kramfors. Bandet var aktivt mellan åren 1998 och 2004, och släppte två album genom det italienska skivbolaget Scarlet Records.
Bandet upphörde efter att dess ende låtskrivare, Mikael Lindgren, avslutat sitt medlemskap som han ansåg ta för mycket tid. Bassisten Daniel Lindgren har även spelat i det lokala black metal-bandet Apostasy.

## Medlemmar
Senaste medlemmar
- Daniel Sjölund – trummor
- Stefan Högberg – gitarr
- Mattias Lilja – sång

Tidigare medlemmar
- Mikael Lindgren – sologitarr
- Daniel Lindgren – basgitarr
- Patrik Eriksson – gitarr

Bidragande musiker (studio)
- Per Ryberg – keyboard

## Diskografi
Demo
- 1997 – Demo 97
- 1998 – Astraea
- 1999 – Devil's Fortress
- 2000 – Perished
- 2000 – Erase The Burden

Studioalbum
- 2001 – Embodiment
- 2002 – The Bitter Selfcaged Man